# بصری (شازند)
بصری روستایی در دهستان پل دوآب بخش زالیان شهرستان شازند استان مرکزی ایران است.
طبیعت و کوه‌های مرتفع این روستا سالانه کوهنوردان و گردشگران زیادی را به سوی خود جذب می‌کند. این روستا در ۵۰ کیلومتری شهر ملایر و ۷۰ کیلومتری کلان شهر اراک است.
ساخت و سازهای متعدد و ایجاد شغل‌های مختلف باعث مهاجرت معکوس از شهرهای دیگر به این روستا شده است.
مناطق تفریحی: باغ آقایی واقع در قله آلاداغ-چشمه سفید-سراب شیرین آباد واقع در غرب روستا. دره نقدی در شمال روستا. کهریز پایین و بالا واقع در شرق روستا.
شغل اکثر مردم کشاورزی است و شغل دوم این روستا تولیدی است.
محله‌های این روستا: قلا دامو؛ قلا بالا و محله چاله هستند

## جمعیت و زبان گویش
بر پایه سرشماری عمومی نفوس و مسکن در سال ۱۳۹۵ جمعیت این روستا ۱٬۱۳۵ نفر (۳۷۰خانوار) بوده است.
مردم این روستا به زبان شیرین لری ثلاثی تکلم میکنند.
کلمات:
تیه=چشم
ایواره=غروب
پسین=بعد ازظهر
ملیچه=گنجشک
جومه=لباس
سیکه=گوشه
دامو=پایین
ایسه=الان
سووا=فردا
گِی=نوبت
کپو=سر
مرژنگ=مژه